# Bouarfa
Bouarfa (en àrab بوعرفة, Būʿarfa; en amazic ⴱⵓⵄⴰⵔⴼⴰ) és un municipi del Marroc, a la província de Figuig, a la regió de L'Oriental. Segons el cens de 2014 tenia una població total de 28.846 persones.

## Història
Era la capital de la tribu dels Banu Guil, establerts en l'Edat Mitjana. La seva població parla àrab, amb alguns elements amazics.
La vila es va engrandir després del descobriment de manganès a Aïn Beïda, amb mineral ric en pirolusita. Els francesos explotaren la mina en 1913. Després de la independència va passar moments difícils després del tancament de la seva mina.
S'hi va crear un camp d'internament per a dissidents, principalment republicans espanyols i jueus. En 1942 hi havia 800 persones forçades a treballar en condicions cruels.